# Weizhou Dao
Weizhou Dao (chinesisch 涠洲岛, Pinyin Wéizhōu Dǎo, englisch Weizhou Island – „Weizhou-Insel“) ist eine im Golf von Tonkin (Beibu Wan) gelegene chinesische Insel. Sie liegt 56 km westlich der Leizhou-Halbinsel, 35 km südlich der Stadt Beihai des Autonomen Gebiets Guangxi der Zhuang-Nationalität östlich von Vietnam. Es ist mit einer Fläche von rund 25 km² die größte Insel Guangxis.

## Weizhou
Administrativ wurden die Ortschaften Weizhous zur Großgemeinde Weizhou (涠洲镇,  Wéizhōu zhèn) zusammengefasst und gehören zum Stadtbezirk Haicheng von Beihai. Die Großgemeinde Weizhou setzt sich aus 53 Ortschaften zusammen, welche durch neun Dorfkomitees und zwei Nachbarschaftskomitees verwaltet werden. Die größte Ortschaft der Insel ist Nanwan (南湾; chinesisch für "Südbucht").

## Bevölkerung
Die Insel hat ca. 16.000 Einwohner, davon sind der größte Teil Hakka.

## Vulkaninsel
Die Insel ist eine Vulkaninsel. Sie ist die größte und geologisch jüngste Vulkaninsel Chinas. Vor kurzem wurde der Nationale vulkanische Geopark Weizhoudao (北海涠洲岛火山国家地质公园,  BeiHai WeiZhouDao HuoShan GuoJia DiZhen GongYuan, englisch Beihai Weizhoudao Volcano National Geopark) eingerichtet.